# Vittorio Manzari
Vittorio Manzari (Bari, 27 luglio 1953) è un microbiologo italiano, noto per aver isolato per la prima volta il retrovirus HTLV V.

## Biografia
Nato a Bari, per conseguire la licenza classica si trasferisce a Roma dove, nel 1971, consegue la maturità presso il liceo classico Virgilio. Nel 1977 si laurea presso l'Università Cattolica del Sacro Cuore, con una tesi sperimentale sulla distribuzione degli RNA virali in cellule infettate producenti virus di Kirsten. Consegue la specializzazione in microbiologia e per un periodo di circa dieci anni soggiorna a New York, presso la Columbia University dove inizia la sua attività di ricerca.
Le sue prime ricerche di concentrano su processing degli RNA messaggeri di eucarioti; in particolare si sofferma sugli RNA premessaggeri ed il loro processing, poliadenilazione e passaggio dal nucleo al citoplasma in eritrociti di anatra e in fibroblasti di ratto infettati con virus di Kirsten, producenti e non. Si occupa dei marker di infezione da retrovirus in tumori umani con ricerche sulla presenza di trascrittasi inversa associata ad RNA ad alto peso molecolare in tessuti di pazienti affetti da linfoma di Hodgkin e leucemie.
Qualche anno dopo decide di studiare, clonare e caratterizzare il virus della leucemia T umana HTLV I. Di questa famiglia studia l'epidemiologia molecolare e azione biologica e sviluppa metodi diagnostici attraverso la ricerca di sequenze virali e trasformazione in vitro di linfociti T con HTLV I, geni non strutturali ad azione transattivante. È durante queste ricerche che avviene l'isolamento di HTLV V e la caratterizzazione molecolare di un nuovo retrovirus della famiglia.
Dal 2003 è professore ordinario presso l'Università di Roma Tor Vergata, facoltà di Medicina e Chirurgia, dove occupa la cattedra di Patologia Generale.
Numerose sono le sue pubblicazioni, la maggior parte delle quali edite dalla stessa università di Roma Tor Vergata.